# 马拉喀什-萨菲大区
马拉喀什-萨菲大区（阿拉伯语：‎）是摩洛哥的十二个大区之一。面積39,167平方公里。2014年人口4,520,569。首府在马拉喀什。

## 历史
马拉喀什-萨菲大区成立于2015年9月，由原马拉喀什-坦西夫特-豪兹大区和杜卡拉-阿卜达大区的萨菲省、优素菲耶省合并而成。

## 行政区划
马拉喀什-萨菲大区分为以下省和专区：
- 马拉喀什专区
- 豪兹省
- 希沙瓦省
- 克拉德斯拉格纳省（英语：El Kelâa des Sraghna Province）
- 索维拉省
- 赖哈姆纳省
- 萨菲省（英语：Safi Province）
- 优素菲耶省

## 资料来源
1. ↑  Jounaux.ma 的存檔，存档日期2015-06-05.
2. 1 2   (pdf). Haut-Commissariat au Plan.   [2015-07-11]. （原始内容存档于2018-12-26） （阿拉伯语）.
3. 1 2   (PDF). Portail National des Collectivités Territoriales. 20 February 2015  [11 December 2015]. （原始内容 (pdf)存档于2015-05-18） （法语）.